# Ампфинг
Ампфинг (њем. Ampfing) општина је у њемачкој савезној држави Баварска. Једно је од 31 општинског средишта округа Милдорф ам Ин. Према процјени из 2010. у општини је живјело 6.077 становника. Посједује регионалну шифру (AGS) 9183112.

## Географија
Ампфинг се налази у савезној држави Баварска у округу Милдорф ам Ин. Општина се налази на надморској висини од 416 метара. Површина општине износи 31,1 km². У самом мјесту је, према процјени из 2010. године, живјело 6.077 становника. Просјечна густина становништва износи 195 становника/km².

## Међународна сарадња
| Мјесто  | Држава   | Врста сарадње | Од    |
| ------- | -------- | ------------- | ----- |
| Мернбах | Аустрија | контакт       | 2000. |
| Извор   |          |               |       |